# Герхард Баст
Ґергард Баст (нім. Gerhard Bast; 12 січня 1911, Ґоттше, Австро-Угорщина — 9 березня 1947, перевал Бреннер) — австрійський юрист, доктор права (10 грудня 1935), штурмбанфюрер СС, службовець гестапо.
Командир зондеркоманди, відповідальний за знищення сотень євреїв.

## Життєпис

### Ранні роки
Ґергард Баст, син адвоката Рудольфа Баста, виріс у заможній німецькій сім'ї. В 1912 році сім'я переїхала в Амштеттен.
Баст відвідував гімназію у Вельсі. Після закінчення школи в 1929 році він вивчав юриспруденцію в Університеті Ґраца, у тому ж році став членом студентського братства «Германія». в 1935 році закінчив університет і здобув ступінь доктора юриспруденції.
У жовтні 1931 року вступив до НСДАП (партійний квиток № 612 972), згодом — до СС (службове посвідчення № 23 064).
Після навчання Баст працював у районному суді Санкт-Пельтена, однак втратив роботу через нацистську діяльність. Згодом Баст працював у конторі свого батька, який також був переконаним нацистом.

### Кар'єра в ґестапо
Після приєднання Австрії до Третього Рейху Баст став членом СД і ґестапо (з 20 березня 1938). Спочатку працював у відділенні ґестапо в Ґраці, де він був у 1940 році керівником відділу.
З серпня 1940 року Баст працював у відділенні ґестапо в Кобленці, в січні 1941року заміняв Гумберта Ахамер-Піфрадера, керівника державного центру управління поліцією в Лінці.
В 1941 році отримав звання штурмбанфюрера СС і був призначений урядовим радником.
З липня 1941 року — заступник керівника ґестапо в Мюнстері. На цій посаді Баст безпосередньо брав участь в депортації євреїв на Схід та стратах польських робітників.
З листопада 1942 по грудень 1942 він був командиром зондеркоманди 11а в складі айнзацгрупи D, брав участь у знищеннях євреїв.
У січні 1943 року, Баст був переведений до Лінца керівником ґестапо.
14 листопада 1943 року під час полювання Баст випадково вбив дванадцятирічного хлопчика-погонича Алоїса Клаубауфа. Засуджений до 4-х місяців позбавлення волі, однак за сприяння Рудольфа Квернера вирок був скасований, і Баста скерували на Східний фронт.
В червні-листопаді 1944 року Баст був командиром зондеркоманди 7а у складі айнзацгрупи В, з якою брав участь у придушенні Словацького повстання. Після розформування зондеркоманди переведений в айнзацгрупу Н для участі в антипартизанських акціях. Баст вважався вправним бійцем.

### Повоєнні роки
В кінці Другої світової війни, він почав переховуватися під вигаданим ім'ям як найманий робітник та лісоруб у Південному Тіролі.
У березні 1947 року Баст захотів повернутися до своєї сім'ї в Інсбрук. Для цього він разом з контрабандистом намагався пройти через перевал Бреннер, однак ще на підступах до перевалу супутник Баста вбив його трьома пострілами й пограбував. У 1949 році вбивцю Баста засудили до 30 років позбавлення волі за вбивство і розбій.

## Нащадки
Австрійський письменник Мартін Поллак є позашлюбним сином Ґергарда Баста. Поллак написав книгу «Мрець у бункері. Історія мого батька», яка була опублікована у Відні в 2004 році.

## Нагороди
- Йольський свічник
- Кільце «Мертва голова»
- Почесний кут старих бійців
- Спортивний знак СА в бронзі
- Медаль «За вислугу років в НСДАП» в бронзі (30 січня 1942)
- Хрест воєнних заслуг
  - 2-го класу з мечами (січень 1944)
  - 1-го класу з мечами (1944)
- Відзнака для східних народів 2-го класу в сріблі (1944)
- Орден Хреста Перемоги 3-го класу (Словаччина) (30 жовтня 1944)